# St. Martin (Ober-Ofleiden)

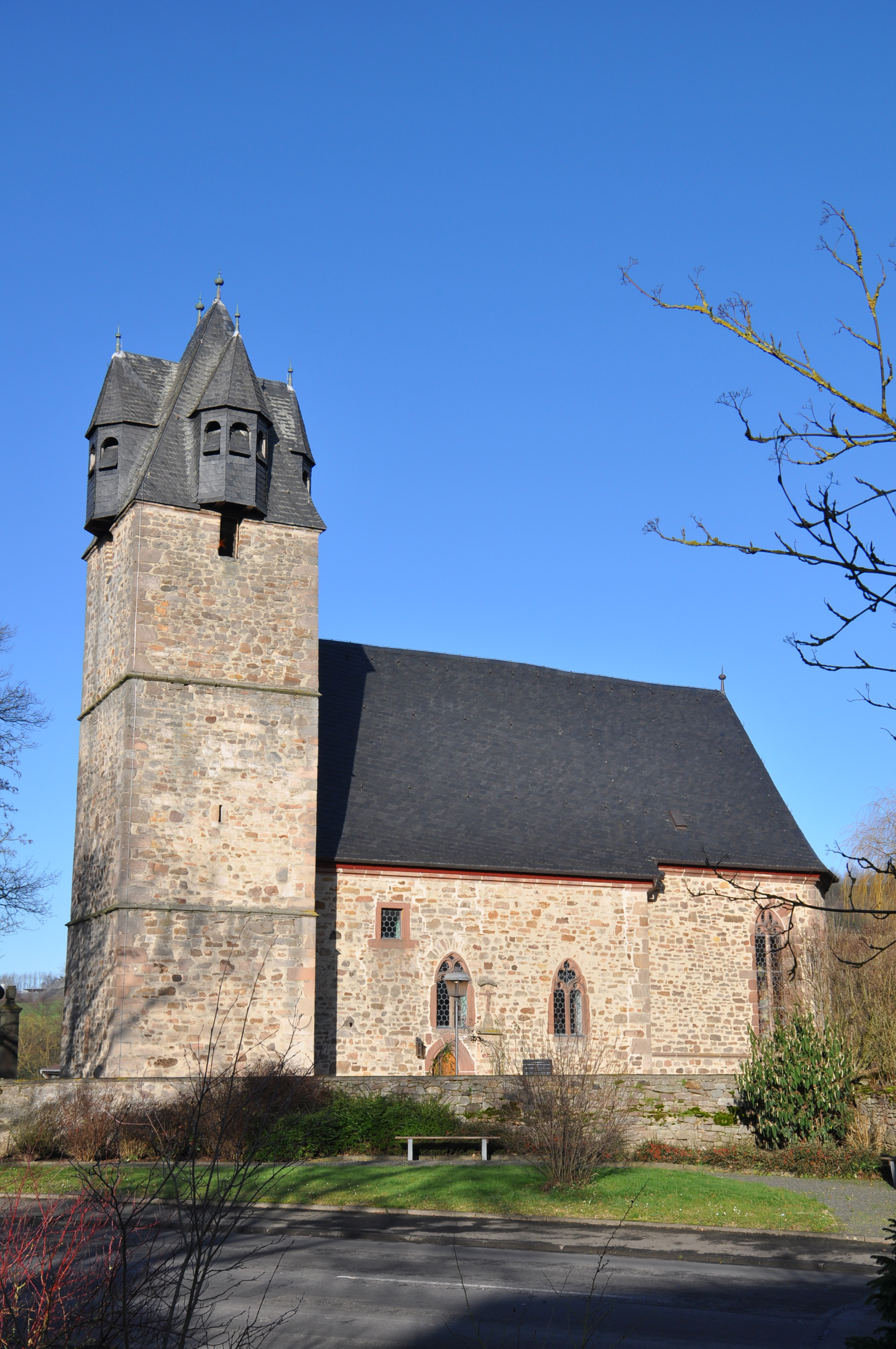
St. Martin in Ober-Ofleiden

Die evangelische Kirche St. Martin ist ein denkmalgeschütztes Kirchengebäude in Ober-Ofleiden, einem Stadtteil von Homberg (Ohm) im Vogelsbergkreis in Hessen. Die Kirchengemeinde gehört zum Dekanat Vogelsberg in der Propstei Oberhessen der Evangelischen Kirche in Hessen und Nassau.

## Beschreibung
Die im Kern spätromanische Saalkirche aus Bruchsteinen besteht aus einem Kirchenschiff, einem eingezogenen Chor mit dreiseitigem Abschluss im Osten und dem dreigeschossigen Kirchturm im Westen, der aus der Mittelachse seitlich nach Süden versetzt ist. Der Turm gehörte ursprünglich zu einer Wehrkirche, wie aus den Schießscharten, den Zinnen unter und den Wehrerkern über seiner Dachtraufe zu ersehen ist. Das hohe, nur von innen zugängliche Erdgeschoss des Turms ist mit Tonnengewölbe überspannt. Die Obergeschosse waren ursprünglich nur von außen erreichbar. Im Kirchenschiff und im Chor wurde das Gewölbe zerstört, nur die Dienste an den Wänden sind erhalten.
Die Emporen, die Kanzel und die Kirchenbänke wurden 1740/41 gebaut. Ein Kruzifix aus Holz stammt aus dem 16. Jahrhundert. Ein Martin Luther darstellendes Wandgemälde ist von 1740. Eine Orgel mit zwölf Registern, zwei Manualen und einem Pedal wurde 1873 von Jean Ratzmann gebaut und 1973 durch eine Orgel mit 6 Registern, einem Manual und einem Pedal von der Orgelbau Hardt ersetzt.